# Villar de Peralonso
Villar de Peralonso es un municipio y localidad española de la provincia de Salamanca, en la comunidad autónoma de Castilla y León. Se integra dentro de la comarca de Vitigudino y la subcomarca de la Tierra de Vitigudino. Pertenece al partido judicial de Vitigudino.
Su término municipal está formado por las localidades de Sahelicejos, Sardón de los Álamos y Villar de Peralonso, ocupa una superficie total de 31,66 km² y según el padrón municipal elaborado por el INE en el año 2024, cuenta con una población de 204 habitantes.

## Etimología
El origen del nombre de la localidad es una referencia directa a su repoblación. Por un lado, el término «villar» se traduciría como «pueblo» en lengua asturleonesa y por otra parte el «de Peralonso» derivaría del nombre propio «Pero Alonso» o «Pero Alfonso», que sería posiblemente el encargado de dirigir la repoblación de la localidad, localidad que en su origen fue nombrada «Villar de Pero Alonso», habiéndose apocopado el nombre propio del repoblador como «Peralonso», hecho que responde a la evolución típica del leonés.

## Símbolos

### Escudo
El escudo heráldico que representa al municipio fue aprobado con el siguiente blasón:

«Escudo de sinople: dos llaves, una de oro y otra de plata, con los paletones hacia el jefe y hacia abajo, puestas en aspa y unidas con un cordón de gules, acompañadas de tres casas de oro, mazonadas de sable y aclaradas de azur, colocadas en los cantones del jefe y en la punta. Al timbre, corona real de España»

### Bandera
La bandera municipal fue aprobada con la siguiente descripción textual:

«Bandera rectangular, de proporciones 2:3. Terciada Vertical, doble al centro blanca, con el escudo municipal, al asta, verde, amarilla y azul, siendo la franja verde doble que las otras dos juntas, al batiente, azul, amarilla y verde, siendo la franja verde doble que las otras dos juntas»

## Historia
El origen del poblamiento en el municipio se remonta a la Prehistoria, pues en la alquería de Sahelicejos se encontró un dolmen con incluso la cámara funeraria conservada.
La localidad actual, sin embargo, tiene su origen en la Edad Media, con las repoblaciones efectuadas por el Reino de León durante la reconquista, quedando bajo la jurisdicción del concejo de Ledesma. El encargado de dirigir la repoblación de la localidad probablemente fuese un tal Pero Alonso, que habría dado nombre a la localidad.
Con la creación de las actuales provincias en 1833, quedó encuadrado en la provincia de Salamanca, dentro de la Región Leonesa, pasando a formar parte del partido judicial de Vitigudino en 1844.
En los años cincuenta del siglo XX se abrió en el municipio una mina de uranio, que se mantuvo activa hasta la década de los setenta de dicho siglo, cuando fue clausurada de forma definitiva. Asimismo, a lo largo de este siglo Villar de Peralonso se mantuvo como un centro de producción alfarera.

## Demografía
Villar de Peralonso cuenta con una población de 204 habitantes (INE 2024).
| Gráfica de evolución demográfica de Villar de Peralonso entre 1842 y 2021                                           |
| |
| Población de derecho según los censos de población del INE Población de hecho según los censos de población del INE |

Según el Instituto Nacional de Estadística, Villar de Peralonso tenía, a 31 de diciembre de 2018, una población total de 229 habitantes, de los cuales 115 eran hombres y 114 mujeres. Respecto al año 2000, el censo refleja 344 habitantes, de los cuales 159 eran hombres y 185 mujeres. Por lo tanto, la pérdida de población en el municipio para el periodo 2000-2018 ha sido de 115 habitantes, un 44 % de descenso.
El municipio se divide en tres núcleos de población. De los 229 habitantes que poseía el municipio en 2018, Villar de Peralonso contaba 226, de los cuales 112 eran hombres y 114 mujeres, Sardón de los Álamos con 2, de los cuales 1 eran hombres y 1 mujeres, y Sahelicejos con 1, de los cuales 0 eran hombres y 1 mujeres.

## Véase también

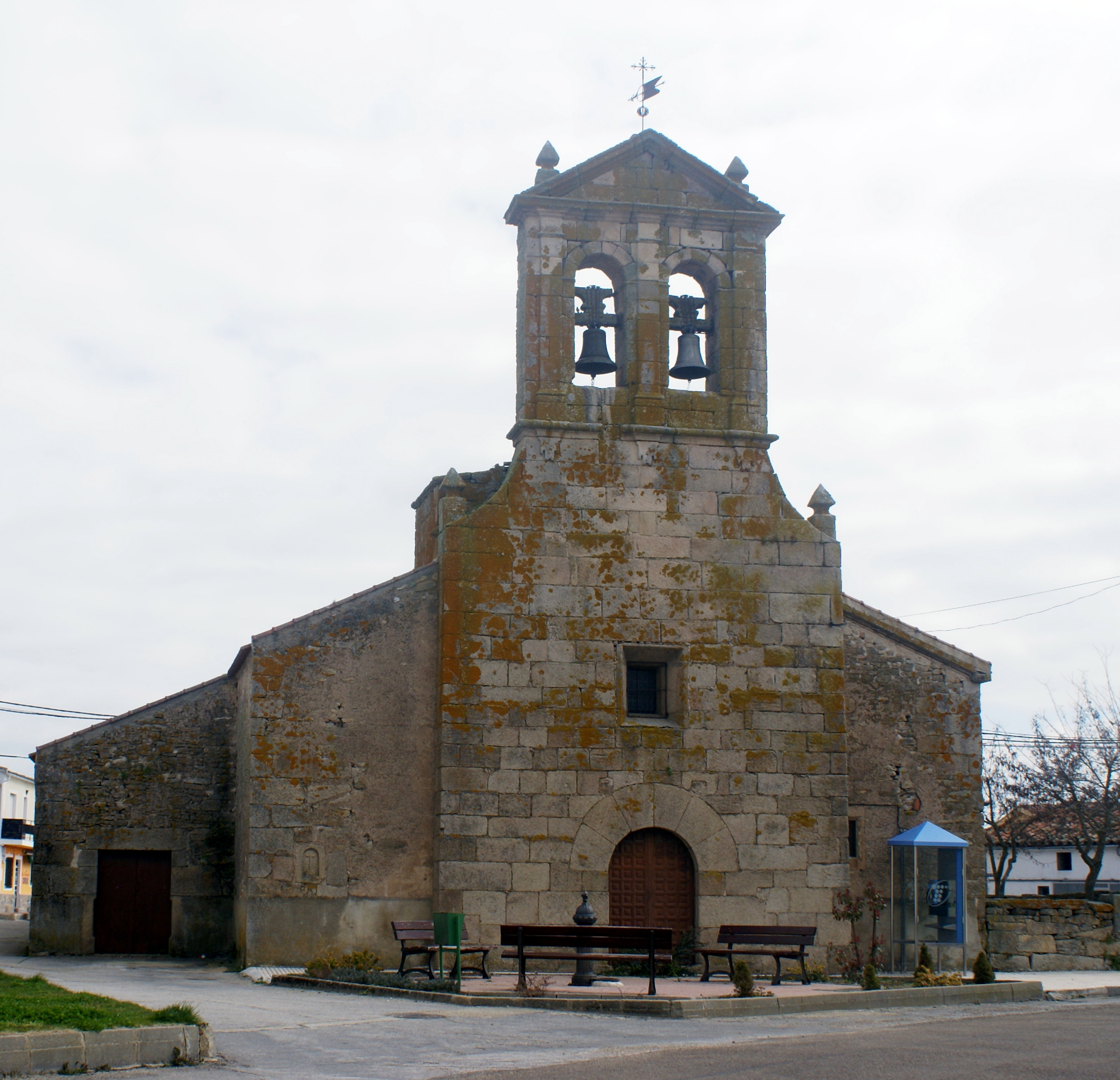
Iglesia parroquial de la Asunción

## Administración y política
| Partido político                         | 2019  | 2019  | 2019       | 2015  | 2015  | 2015       | 2011  | 2011  | 2011       | 2007  | 2007  | 2007       | 2003  | 2003  | 2003       |
| Partido político                         | %     | Votos | Concejales | %     | Votos | Concejales | %     | Votos | Concejales | %     | Votos | Concejales | %     | Votos | Concejales |
| Partido Popular (PP)                     | 62,11 | 100   | 4          | 68,86 | 115   | 5          | 61,03 | 130   | 5          | 68,33 | 164   | 5          | 53,25 | 123   | 4          |
| Partido Socialista Obrero Español (PSOE) | 32,3  | 52    | 1          | 29,34 | 49    | 2          | 36,62 | 78    | 2          | 28,33 | 68    | 2          | 46,75 | 108   | 3          |
| Ciudadanos (CS)                          | 27,95 | 45    | 0          | —     | —     | —          | —     | —     | —          | —     | —     | —          | —     | —     | —          |